# Jordan 197
Der Jordan 197 war der Formel-1-Rennwagen von Jordan Grand Prix für die Saison 1997. Er ist ein Evolutionsmodell des Vorjahresfahrzeugs Jordan 196 und war deutlich erfolgreicher als dieser. Waren 1996 regelmäßige Punkteplatzierungen noch die Leistungsobergrenze, konnte das Team 1997 schon gleich dreimal auf das Podium vorstoßen.

## Technik und Entwicklung
Technischer Direktor der Fahrzeugentwicklung war Gary Anderson, der von Chef-Designer Tim Holloway und Chef-Aerodynamiker Seamus Mullarkey unterstützt wurde. Wie schon 1996 verwendete das Team Benzin von Total und Reifen von Goodyear.
Wie im Vorjahr nutzte Jordan ein Siebenganggetriebe mit zusätzlichem Rückwärtsgang aus eigener Entwicklung und Motorisierung von Peugeot. Das französische Unternehmen stellte den Peugeot A14 zur Verfügung. Er leistete über 680 PS (500 kW), erreichte bis zu 15.500/Umdrehungen. Im Qualifying konnten bis zu 750 PS (560 kW) erreicht werden. Der A14 war ein Zehnzylinder mit einem Zylinderbankwinkel von 72°. Jeder einzelne Zylinder hatte vier Ventile. Schmierstoffe wie auch das Benzin kamen von Total. Das Gesamtgewicht des Aggregats einschließlich zusätzlicher Teile lag deutlich unter dem des Vorgängermodells A12 von 1996. Auch die Abmessungen des A14 waren im Vergleich zu seinem Vorgänger bei stärkerer Leistung kleiner.

## Renngeschichte
Mit der Saison 1997 verpflichtete Eddie Jordan gleich zwei junge, unerfahrene Piloten. Er vertraute dabei auf die „jungen Wilden“ Giancarlo Fisichella, der gerade einmal eine halbe Saison 1996 im chancenlosen Minardi-Team absolviert hatte, und Ralf Schumacher, der überhaupt keine Formel-1-Erfahrung vorlegen konnte. Zudem entwickelte das Team für den Vorjahreswagen Jordan 196 ein umfangreiches Updatepaket, das sowohl verbesserte Aerodynamik als auch einige neue Teile enthielt. Peugeot lieferte zudem eine neue, stärkere Motorengeneration aus.
Nach anfänglichen Startschwierigkeiten setzten sich die Jordan als fünfte Kraft hinter Ferrari, McLaren Racing, Williams F1 und Benetton Formula fest und fuhren regelmäßig in die Punkte. Giancarlo Fisichella stand zwei Mal auf dem Podium, Schumacher einmal. Nur in den letzten drei Rennen geriet Jordan in eine Pechsträhne. Insgesamt blieb das Team in fünf von siebzehn Rennen punktelos und beendete die Saison mit 33 Punkten auf dem 5. Rang in der Konstrukteursmeisterschaft.
1997 war damit die bisher erfolgreichste Saison der Teamgeschichte. 1998 wurde mit dem Jordan 198, der teilweise auf dem 197 basierte, der erste Sieg errungen.

## Lackierung und Sponsoring

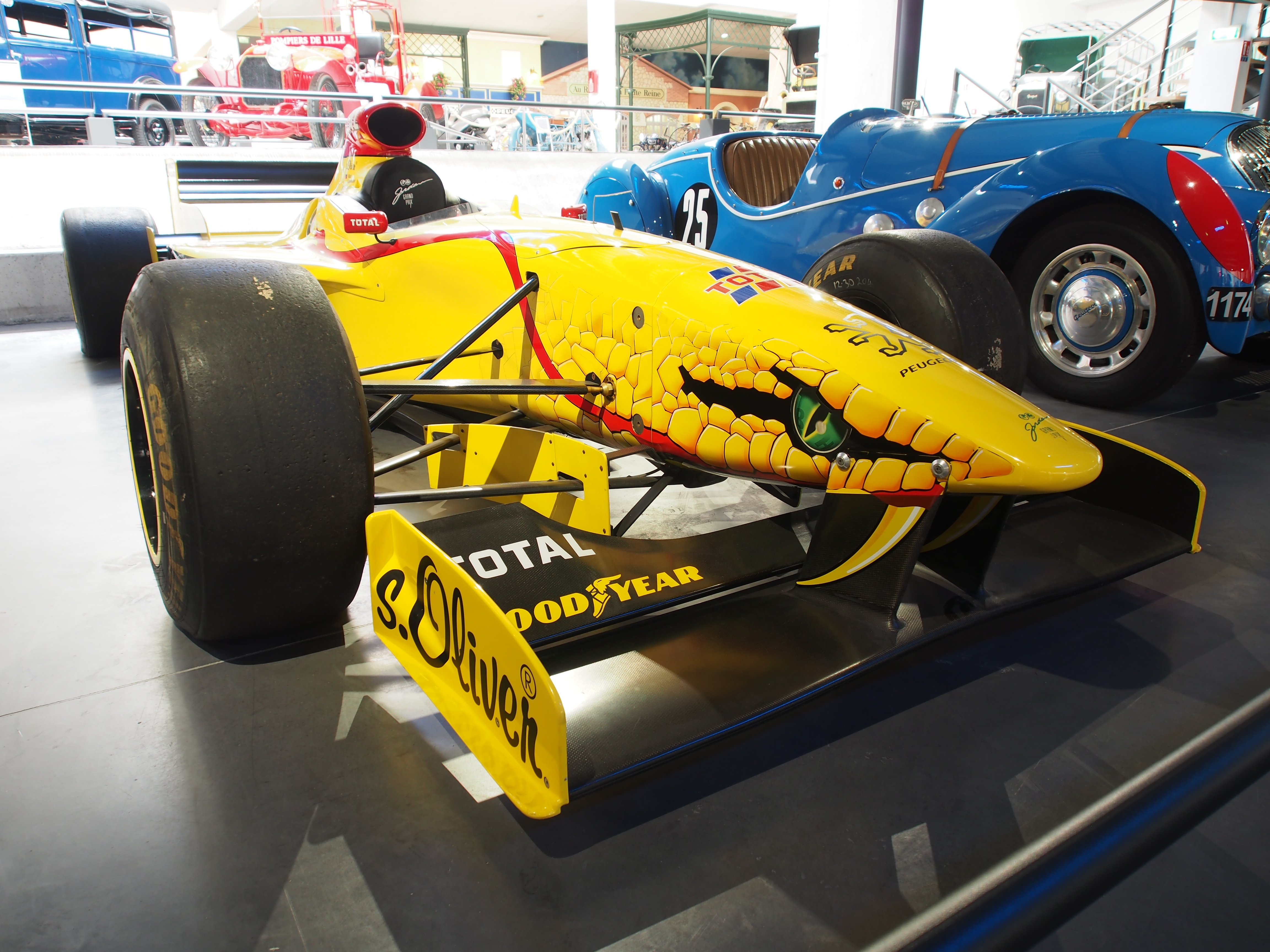
Nahaufnahme der Nasenseite mit Schlangendesign

Im Gegensatz zum Vorjahr, als Jordan mit einer goldfarbenen Lackierung antrat, wurde nun ein sattes Gelb verwendet. Eddie Jordan selber begründete diesen Schritt damit, dass die goldene Lackierung im Vorjahr bei TV-Übertragungen eher unauffällig gewesen sei. Auch schwarze Akzente auf gelbem Grund gab es hier zum ersten Mal – diese Grundfarbgebung sollte bis zum Ende des Rennstalls 2005 beibehalten werden. Hauptsponsor war die Tabakmarke Benson & Hedges, die auf den Seitenkästen, auf Front- und Heckflügel sowie den Fahrerhelmen warb. Benzinlieferant Total fand auf der roten Lufthutzenspitze Platz. Peugeot warb großflächig auf der Motorabdeckung. Zudem warben Hewlett-Packard, Goodyear, MasterCard und S.Oliver auf dem Fahrzeug.
Der 197 war das erste Fahrzeug von Jordan, das die stilisierte Zeichnung eines Tieres an der Nasenseite trug. Hier war es eine Schlange, deren Konturen sich über die Nasenspitze hinaus über den gesamten Wagen ausbreiteten. Ab 1998 trat an ihre Stelle die Zeichnung einer Hornisse und 2001 schließlich die eines Hais. Ab 2002 entfielen die Zeichnungen.
In Ländern, in denen Tabakwerbung verboten war, wurde das Sponsoring von Benson & Hedges entweder ganz weggelassen, durch „Bitten & Hisses“ („Beißen und Zischen“) oder durch „Ssssschuey“/„Fisssssssi“ (Schumacher/Fisichella) ersetzt. Damit wurde immer wieder auf das Schlangenmotiv des Fahrzeugs und die zischenden Lautäußerungen der Tiere angespielt.

## Fahrer
Zur Saison 1997 verließ Rubens Barrichello das Team, um zu Stewart Grand Prix zu wechseln, und Martin Brundle beendete seine Karriere. Teamchef Eddie Jordan besetzte die freigewordenen Plätze mit zwei jungen Fahrern, die über keine oder nur sehr wenig Formel-1-Erfahrung verfügten. Er glaubte an die Fähigkeiten der Nachwuchsfahrer, was sich auch auszahlte. Fisichella stand in Belgien als Zweiter und in Kanada als Dritter zweimal auf dem Podium und erreichte am Ende mit 20 Punkten den achten Rang in der Meisterschaft. Ralf Schumacher fuhr in Argentinien als Dritter einen Podestplatz ein und erreichte 13 Punkte. Er wurde damit Elfter. Test- und Ersatzfahrer war der Brasilianer Ricardo Zonta.
Am Ende der Saison wechselte Fisichella zu Benetton Formula, die ebenfalls mit zwei jungen Nachwuchsfahrern – Alexander Wurz und Fisichella – einen Neuanfang planten. Ralf Schumacher blieb bei Jordan und erhielt 1998 mit Damon Hill, der das schwache Arrows-Team verlassen hatte, einen Weltmeister als Teamkollegen. Hill war es schließlich, der den ersten Sieg für Jordan erlangte.

## Ergebnisse
| Fahrer                          | Nr.                             | 1   | 2   | 3   | 4   | 5   | 6   | 7   | 8 | 9 | 10 | 11  | 12  | 13  | 14 | 15  | 16 | 17  | Punkte | Rang |
| ------------------------------- | ------------------------------- | --- | --- | --- | --- | --- | --- | --- | - | - | -- | --- | --- | --- | -- | --- | -- | --- | ------ | ---- |
| Formel-1-Weltmeisterschaft 1997 | Formel-1-Weltmeisterschaft 1997 |     |     |     |     |     |     |     |   |   |    |     |     |     |    |     |    |     | 33     | 5.   |
| R. Schumacher                   | 11                              | DNF | DNF | 3   | DNF | DNF | DNF | DNF | 6 | 5 | 5  | 5   | DNF | DNF | 5  | DNF | 9  | DNF | 33     | 5.   |
| G. Fisichella                   | 12                              | DNF | 8   | DNF | 4   | 6   | 9   | 3   | 9 | 7 | 11 | DNF | 2   | 4   | 4  | DNF | 7  | 11  | 33     | 5.   |

| Legende  | Legende            | Legende                                                          |
| Farbe    | Abkürzung          | Bedeutung                                                        |
| -------- | ------------------ | ---------------------------------------------------------------- |
| Gold     | –                  | Sieg                                                             |
| Silber   | –                  | 2. Platz                                                         |
| Bronze   | –                  | 3. Platz                                                         |
| Grün     | –                  | Platzierung in den Punkten                                       |
| Blau     | –                  | Klassifiziert außerhalb der Punkteränge                          |
| Violett  | DNF                | Rennen nicht beendet (did not finish)                            |
| Violett  | NC                 | nicht klassifiziert (not classified)                             |
| Rot      | DNQ                | nicht qualifiziert (did not qualify)                             |
| Rot      | DNPQ               | in Vorqualifikation gescheitert (did not pre-qualify)            |
| Schwarz  | DSQ                | disqualifiziert (disqualified)                                   |
| Weiß     | DNS                | nicht am Start (did not start)                                   |
| Weiß     | WD                 | zurückgezogen (withdrawn)                                        |
| Hellblau | PO                 | nur am Training teilgenommen (practiced only)                    |
| Hellblau | TD                 | Freitags-Testfahrer (test driver)                                |
| ohne     | DNP                | nicht am Training teilgenommen (did not practice)                |
| ohne     | INJ                | verletzt oder krank (injured)                                    |
| ohne     | EX                 | ausgeschlossen (excluded)                                        |
| ohne     | DNA                | nicht erschienen (did not arrive)                                |
| ohne     | C                  | Rennen abgesagt (cancelled)                                      |
| ohne     | keine WM-Teilnahme |                                                                  |
| sonstige | P/fett             | Pole-Position                                                    |
| sonstige | 1/2/3/4/5/6/7/8    | Punktplatzierung im Sprint-/Qualifikationsrennen                 |
| sonstige | SR/kursiv          | Schnellste Rennrunde                                             |
| sonstige | *                  | nicht im Ziel, aufgrund der zurückgelegten Distanz aber gewertet |
| sonstige | ()                 | Streichresultate                                                 |
| sonstige | unterstrichen      | Führender in der Gesamtwertung                                   |